# The Moving Picture World
The Moving Picture World est un important journal de l'industrie cinématographique américaine publié de 1907 à 1927. À son apogée, Moving Picture World était un acteur puissant de ce milieu et réaffirmait souvent son indépendance vis-à-vis des studios.
En 1911, le magazine a racheté le Views and Film Index. Ses comptes-rendus illustrent les standards et les goûts de l'époque et renseignent sur les histoires qui étaient racontées. En 1914, il était diffusé à environ 15 000 exemplaires.
Le journal a été fondé par James Petrie (J.P.) Chalmers, Jr. (1866–1912), qui l'a lancé en mars 1907 sous le titre The Moving Picture World and View Photographer,,.
En décembre 1927, il a été annoncé que le magazine fusionnait avec l’Exhibitor's Herald, avec une diffusion combinée de 16 881 exemplaires. En 1931, une fusion supplémentaire avec le Motion Picture News a créé le Motion Picture Herald (publié jusqu'en 1972).
Une version en espagnol, Cine-Mundial, a été publiée de 1916 à 1948.